# Le Mouret
Le Mouret (antiguamente en alemán Muret) es una comuna suiza del cantón de Friburgo, situada en el distrito de Sarine. Limita con al norte con la comuna de Villarsel-sur-Marly, al noreste con Tentlingen, al este con Sankt Silvester, al sureste con Plasselb, al sur con La Roche, al suroeste con Treyvaux, al oeste con Senèdes y Ferpicloz, y al noroeste con Ependes.
Resultado de la fusión en 2003 de las comunas de Bonnefontaine, Essert, Montévraz, Oberried, Praroman y Zénauva.